# Planétésimal

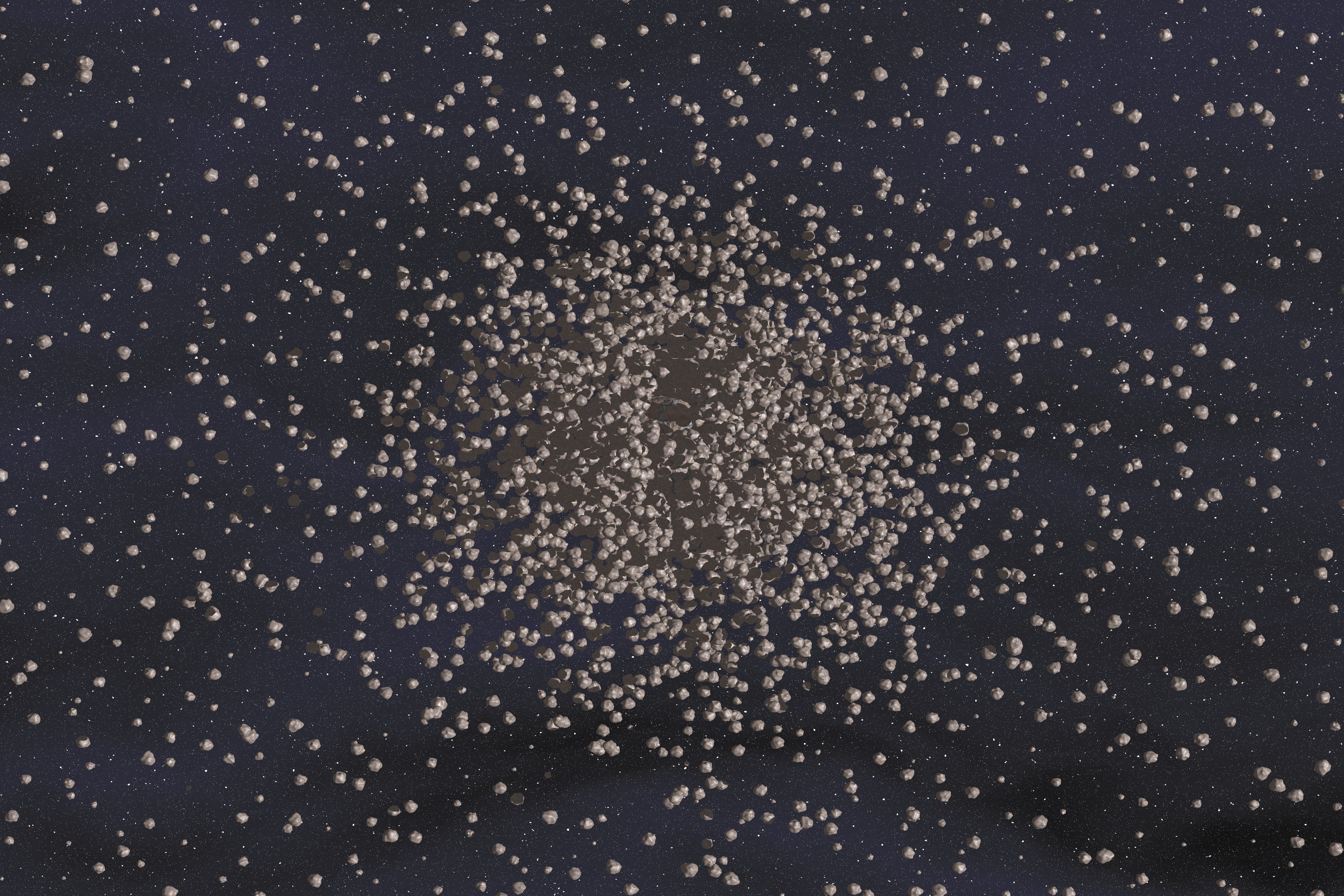
Vue d'artiste représentant la coalescence de planétésimaux.

Un corps céleste constitué dans un disque protoplanétaire ou un disque de débris est appelé planétésimal. Il s'agit d'un concept introduit par l'une des principales théories actuellement acceptées en matière de formation des planètes, appelée hypothèse des planétésimaux de Viktor Safronov, qui repose sur la coalescence de grains de poussière en corps compacts d'au plus quelques dizaines de kilomètres de long susceptibles de s'attirer gravitationnellement pour constituer des protoplanètes de la taille d'une planète naine.

## Définition
Le terme planétésimal est directement emprunté à l'anglais planetesimal où il est un calque sur le vocable infinitesimal pour signifier qu'il s'agit des plus petites fractions d'une planète, en quelque sorte les briques élémentaires à partir desquelles les planètes se seraient formées.[réf. nécessaire]
La définition suivante a été formulée par les spécialistes ayant participé à la conférence From Dust to Planetesimals (De la poussière aux planétésimaux) qui s'est tenue au château de Ringberg, en Allemagne, du 11 au 15 septembre 2006 :

« Un planétésimal est un corps solide formé lors de l’agrégation des planètes dont la cohésion interne est dominée par sa propre gravité et dont la dynamique orbitale demeure suffisamment indépendante des effets de frottement sur le gaz de la nébuleuse circumstellaire. Ceci correspond aux objets de dimension supérieure à environ un kilomètre. »

Cette définition n'est cependant pas reconnue officiellement par l'Union astronomique internationale et d'autres sources peuvent proposer des définitions différentes. De surcroît, la distinction n'est pas tranchée entre planétésimal et protoplanète et les deux termes sont souvent utilisés l'un pour l'autre[réf. nécessaire].

## Hypothèse des planétésimaux
D'une manière générale, les corps de taille inférieure à quelques kilomètres seraient trop peu massifs pour s'agglomérer autrement qu'à la faveur des turbulences dans le disque protoplanétaire. Les planétésimaux se formeraient néanmoins dans le plan central de ce disque, là où la densité de poussières est la plus élevée, à la faveur d'instabilités gravitationnelles localisées susceptibles de déclencher la coalescence des grains de poussière qui s'y trouvent.
De nombreux planétésimaux finissent par voler en éclats à la faveur de collisions entre eux, comme cela s'est peut-être produit par exemple pour les astéroïdes (4) Vesta et (90) Antiope. Un petit nombre d'entre eux subsistent néanmoins et peuvent croître par accrétion gravitationnelle jusqu'à atteindre la taille de planètes naines, voire de planètes.
On considère généralement qu'après l'hypothétique grand bombardement tardif, c'est-à-dire passé 3,8 milliards d'années avant le présent, la plupart des planétésimaux de la nébuleuse solaire ont été ou bien éjectés du Système solaire, ou bien relégués sur des orbites lointaines — de l'ordre de 0,25 pc et au-delà — dans le nuage d'Oort, ou bien détruits lors de collisions à la suite des perturbations gravitationnelles induites par les planètes géantes, en particulier par Jupiter et Neptune.
Une infime minorité d'entre eux pourrait se retrouver aujourd'hui parmi les petits satellites naturels irréguliers aux orbites atypiques tels que Phobos et Deimos autour de Mars, ou encore les satellites aux orbites très inclinées des planètes géantes tels que les groupes de Carmé, d'Ananké ou de Pasiphaé autour de Jupiter, ou les groupes dits inuit, nordique et celte autour de Saturne par exemple. Ils pourraient également faire partie des astéroïdes troyens, des comètes, des objets de la ceinture de Kuiper, des objets épars, etc.
Les planétésimaux actuellement subsistants sont considérés par les astronomes comme des témoins privilégiés de la formation du Système solaire, altérés seulement en surface par les rayons cosmiques et conservant en leur cœur des matériaux directement issus de la nébuleuse solaire.